# Forêts marécageuses du Congo oriental
 (avril 2023).
Localisation
Les forêts marécageuses congolaises orientales sont une écorégion assez intacte mais peu étudiée appartenant au grand biome des forêts de feuillus humides tropicales et subtropicales. Cette zone est située en République Démocratique du Congo et à la frontière fluviale avec le Congo-Brazzaville. C'est la moitié orientale de l'une des plus grandes zones de marécages au monde,.

## Géographie
La forêt marécageuse est une forêt plate et humide, située entre 300 m et 500 m d'altitude, sur la rive gauche du fleuve Congo, et s'étendant sur une longue bande du bassin du Congo, y compris autour de certains des plus grands affluents du Congo et la région des chutes Boyoma près de Kisangani.

## Climat
Le climat est tropical et humide, avec peu de variations saisonnières. Les précipitations annuelles moyennes dépassent 2000 mm.

## Flore
La forêt est un mélange d'habitats comprenant des zones humides et des marécages, avec une forêt plus sèche et une savane légèrement plus élevée et inondée de façon saisonnière par le Congo et ses affluents, participant à l'unicité de ce milieu.

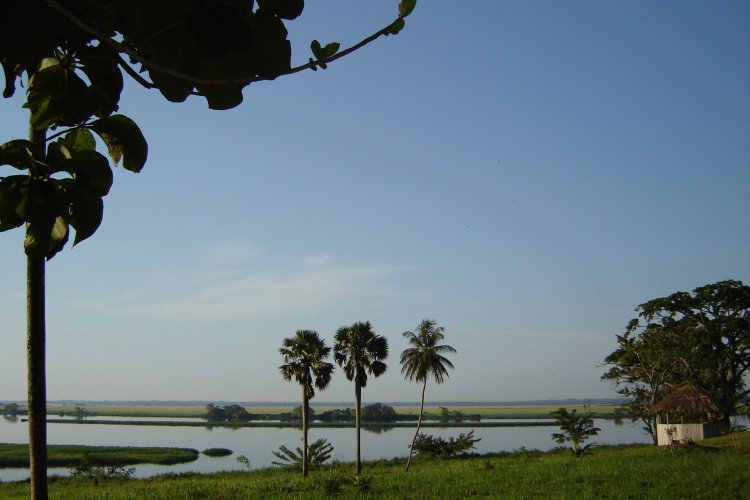
Abords du lac Mai-Ndombe.

## Faune
Encore peu étudiée par les zoologistes, la région est connue pour abriter l'éléphant de forêt (Loxodonta africana cyclotis) – dont la population a été amoindrie par le braconnage, en particulier près des grands fleuves –, et plusieurs primates, dont le rare bonobo (Pan paniscus). 
Le fleuve Congo est une barrière naturelle à la circulation de la faune et de nombreuses espèces ne sont présentes que sur cette rive est du fleuve, dont de nombreux primates : le bonobo mais aussi le colobe d'Angola (Colobus angolensis),  le singe mona de Wolf (Cercopithecus wolfi), le mangabey à ventre doré (Cercocebus galeritus chrysogaster), le mangabey noir (Lophocebus atterimus aterrimus), le talapoin du sud (Miopithecus talapoin) et le cercopithèque dryade (Cercopithecus dryas).
Les mammifères endémiques sont la chauve-souris rayée (en) (Glauconycteris alboguttata) et deux petits rongeurs, Lophuromys huttereri (en) et Praomys mutoni (en).
Ces forêts tropicales sont riches en oiseaux, notamment le souimanga du Congo (en) (Cinnyris congensis), le pseudolangrayen d'Afrique (Pseudochelidon eurystomina) et l'hirondelle du Congo (Riparia congica).
Les amphibiens et reptiles endémiques comprennent une petite grenouille (Cryptothylax minutus), le caméléon de Chapin (Trioceros chapini), le lézard des murailles Gastropholis tropidopholis, le serpent Polemon robustus et un lézard-ver, Zygaspis dolichomenta.

## Menaces et conservation
En dépit de son rôle de barrière naturelle pour certaines espèces terrestres, le fleuve Congo permet l'accès aux forêts, avec pour résultantes une exploitation forestière et du braconnage de la faune – en particulier des éléphants de forêt.

### Zones protégées
25,65% de l'écorégion se trouve dans des zones protégées. 
Les aires protégées comprennent l'immense parc national de la Salonga, le parc national de Lomami, la réserve de biosphère de Yangambi, la réserve naturelle de Lomako-Yokokala et la réserve naturelle de Tumba-Lediima. 
Le parc national de la Salonga est également désigné site du patrimoine mondial. 
Le site Ramsar de Ngiri, une zone humide désignée d'importance internationale, couvre une partie de l'écorégion.